# Bataille de Brávellir

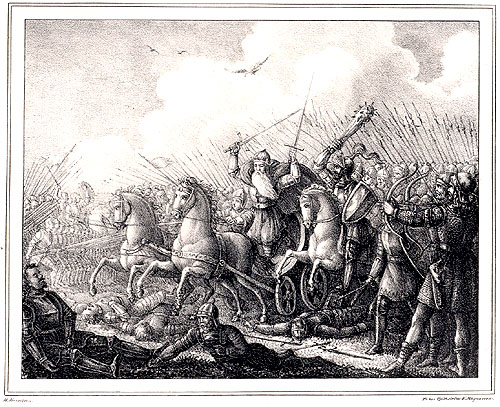
La bataille de Brávellir.

La bataille de Brávellir ou bataille de Bråvalla, est une bataille légendaire qui est décrite dans les sagas nordiques comme ayant eu lieu à Brávellir au VIIIe siècle entre Sigurd Hring, roi de Suède et des Goths de Scandinavie du Västergötland, et son oncle Harald Hildetand, roi de Danemark et des Goths de Scandinavie de l'Östergötland.

## Sources
Cette bataille est décrite dans plusieurs sagas. La saga Sögubrot af nokkrum fornkonungum qui est un texte islandais fragmentaire relatant la vie de certains rois danois et suédois. On pense qu'il est basé sur la Saga des Skjöldungar et serait peut-être une version tardive de ce texte.
On cite cette bataille également dans la Saga de Hervor et du roi Heidrekr et la Gesta Danorum (la Geste des Danois) qui décrit amplement cette bataille.

## Contexte
Harald Hildetand avait reçu de son grand-père maternel Ivar Vidfamne une partie de la Suède et régnait sur le Danemark et l'Östergötland. Son neveu Sigurd Hring régnait sur une autre partie de la Suède et sur le Västergötland. Harald vieillissant et sentant venir la fin de sa vie, demanda à son neveu d'engager un combat fratricide entre ses deux peuples scandinaves afin qu'il ait le droit d'entrer au paradis des vikings le Valhalla.

## La bataille
D'après l'historien danois du Moyen Âge, Saxo Grammaticus, les deux rois regroupèrent autour de 200 000 hommes pour le combat. Harald reçoit le renfort de 300 guerrières, les Skjaldmös (jeunes femmes boucliers) dont Webiorg fait partie. De son côté, Sigurd a recruté le géant monstrueux Starkadr pourvu de quatre bras, ainsi que de nombreux mercenaires finlandais, norvégiens, irlandais, angles, saxons, estoniens, russes, etc. pour étoffer ses troupes. Selon les sagas, 3 000 drakkars auraient été construits en abattant des milliers d'arbres de forêts scandinaves. Les données chiffrées semblent exagérées, sachant qu'à cette époque la levée de troupes pour la marine (Leidang) tournait autour de 300 hommes.
La rencontre entre les deux forces est généralement située sur la plaine de Brávellir et la forêt de Kolmården.
Le dieu Odin fait office de cocher du roi Harald sous le nom de Bruno et se révèle à la fin.
Durant les terribles combats, Harald vit que ses troupes se battaient avec vaillance et obtint des succès au combat. Il fut néanmoins tué d'un coup de massue par un de ses propres intendants qui considérait que son roi avait reçu assez de gloire et qu'il fallait en finir. Sigurd remporta alors la victoire.

## Interprétations
Le comparatiste Georges Dumézil a mis en évidence l'étroite parenté du récit avec le Mahabharata. Selon Jean Haudry, le récit reflète un mythe eschatologique.